# كريستوبال لوبيز
كريستوبال لوبيز (بالإسبانية: Cristóbal López Jara)‏ (13 مايو 1989 بتشيلي - ) هو لاعب كرة قدم تشيلي في مركز حراسة المرمى. شارك مع منتخب تشيلي تحت 17 سنة لكرة القدم. أما مع النوادي، فقد لعب مع سانتياغو واندررز ونادي أونيفرسيداد دي تشيلي واتحاد سان فيليبي ‏.

## وصلات خارجية
- كريستوبال لوبيز على موقع قاعدة بيانات كرة القدم.إي يو (الإنجليزية)